# Achlaenella adolphifrederici
Achlaenella adolphifrederici es una especie de mantis de la familia Mantidae.

## Distribución geográfica
Se encuentra en el  Congo.